# Leonhart Fuchs
Leonhart (Leonard) Fuchs (Wemding, 17 januari 1501 - Tübingen, 10 mei 1566) was een Duits botanicus en arts.

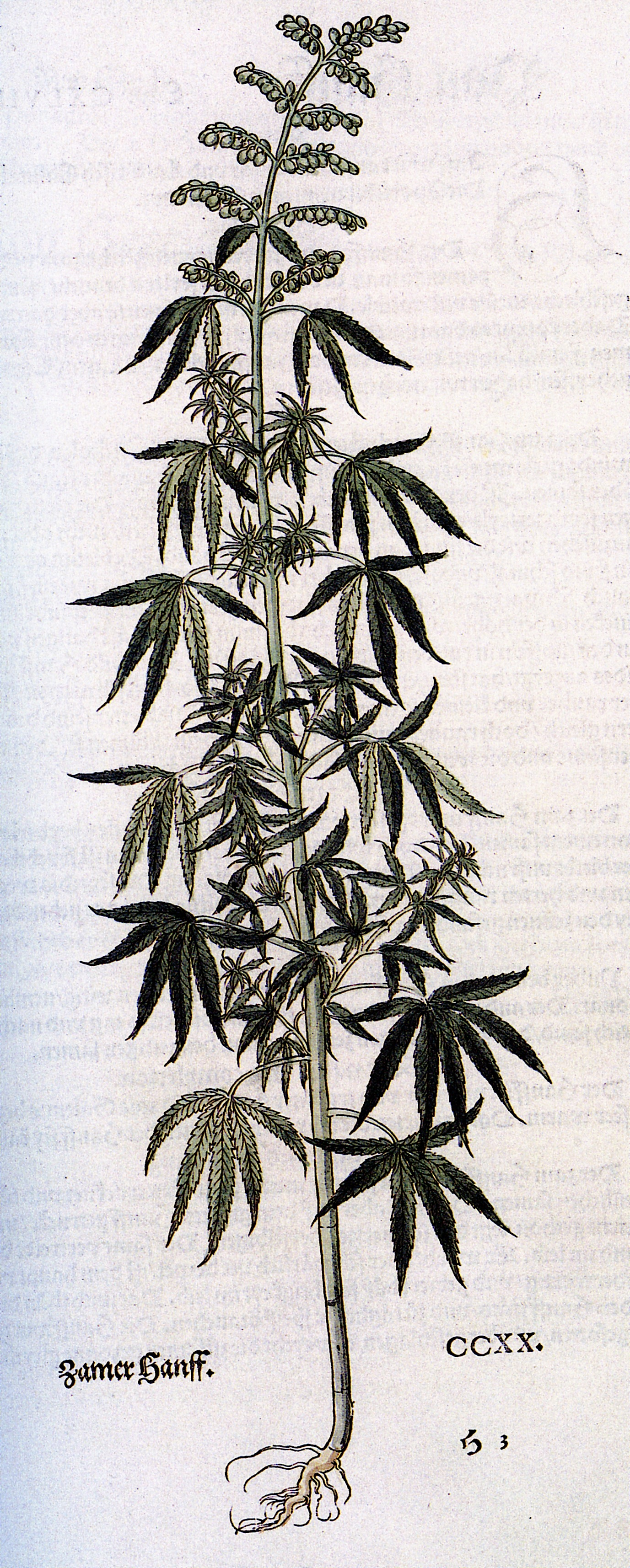
Een van de heilzame planten in het New Kreüterbuch, cannabis

In 1533 kwam hij op verzoek van hertog Ulrich van Württemberg naar de Universiteit van Tübingen, waar hij vanaf 1535 hoogleraar in de geneeskunde was. In 1535 begon hij hier bij zijn huis een educatieve botanische tuin, een van de eerste van Europa. Hij wordt als een van de grondleggers van de botanie (wetenschappelijke plantkunde) beschouwd.
Fuchs heeft verschillende boeken geschreven waaronder in 1542 zijn eerste boek over geneeskrachtige kruiden, De Historia Stirpium. Reeds in het volgende jaar kwam ook een Nederlandstalige editie uit, de Nieuwe Herbarius.
Het plantengeslacht Fuchsia is in 1703 door Charles Plumier naar Fuchs genoemd.

## Boeken
- (la)  De Historia Stirpium commentarii insignes, Isingrin, Bazel, 1542.
- (de)  New Kreüterbuch, Bazel, 1543
- (nl)  Den Nieuwen Herbarius / dat is / dboeck van den cruyden / int welcke met groote neersticheyt bescreuen is ..., Bazel, 1543

- Biblioteca Nacional de España: XX1207290
- Bibliothèque nationale de France: cb12517771n (data)
- Author citation (botany): L.Fuchs
- Catàleg d'autoritats de noms i títols de Catalunya: 981058528235506706
- CiNii: DA12553823
- Gemeinsame Normdatei: 119059487
- International Standard Name Identifier: 0000 0001 2129 005X
- Library of Congress Control Number: n84804445
- Nationale Bibliotheek van Tsjechië: nlk20000085753
- Nationale bibliotheek van Australië: 36589771
- Nationale Bibliotheek van Israël: 987007261311305171
- Nationale Bibliotheek van Polen: a0000002811285
- Nederlandse Thesaurus van Auteursnamen: 06881187X
- RKD-Nederlands Instituut voor Kunstgeschiedenis: 335073
- Istituto Centrale per il Catalogo Unico: SBLV148543
- LIBRIS: 290829
- SNAC: w6cr6094
- Système universitaire de documentation: 034420312
- Trove: 1308719
- Virtual International Authority File: 39485393
- WorldCat: E39PBJyMhggtkcJG7v6xXpKw4q